# FK Javor Ivanjica
FK Javor Ivanjica este un club de fotbal cu sediul în Ivanjica, Serbia.Echipa susține meciurile de acasă pe Stadionul Ivanjica cu o capacitate de 5.000 de locuri.